# Synaphea media
Synaphea media är en tvåhjärtbladig växtart som beskrevs av Alexander Segger George. Synaphea media ingår i släktet Synaphea och familjen Proteaceae. Inga underarter finns listade i Catalogue of Life.